# Chris Fokma
Christiaan Willem (Chris) Fokma (Oranjewoud, 27 maart 1927 – Carhaix-Plouguer, 12 december 2012) was een Nederlandse beeldhouwer en keramist.

## Leven en werk
Fokma volgde na de HBS een jaar de opleiding bouwkunde aan de universiteit in Delft, maar stapte toen over naar de Rijksakademie van beeldende kunsten in Amsterdam. Hij heeft les gehad van onder anderen Piet Esser. In 1957 vestigde hij zich in Leeuwarden, waar hij zijn verdere arbeidzame leven bleef. In 1961 trouwde hij met Anneke Brouwer, die zijn zaakwaarnemer werd. Na haar dood in 1998 stopte hij vrijwel al zijn activiteiten als kunstenaar. In 2005 trok hij zich terug in Bretagne, Frankrijk, waar hij eind 2012 overleed.
Naast vrijstaande sculpturen van brons of keramiek, maakte Fokma meerdere gevelreliëfs, die meestal werden uitgevoerd in keramiek, koper of roestvast staal. In de jaren 80 ging Fokma over op sculpturen van plexiglas. Voor gevelreliëfs werd dit plexiglas vaak gecombineerd met roestvast staal.
Hij was naast kunstenaar ook 26 jaar werkzaam als leraar aan de Friese kunstnijverheidsschool Academie Vredeman de Vries en rond 1960 enige jaren tekenleraar aan de Rijks-HBS, beide in Leeuwarden.

## Werken (selectie)

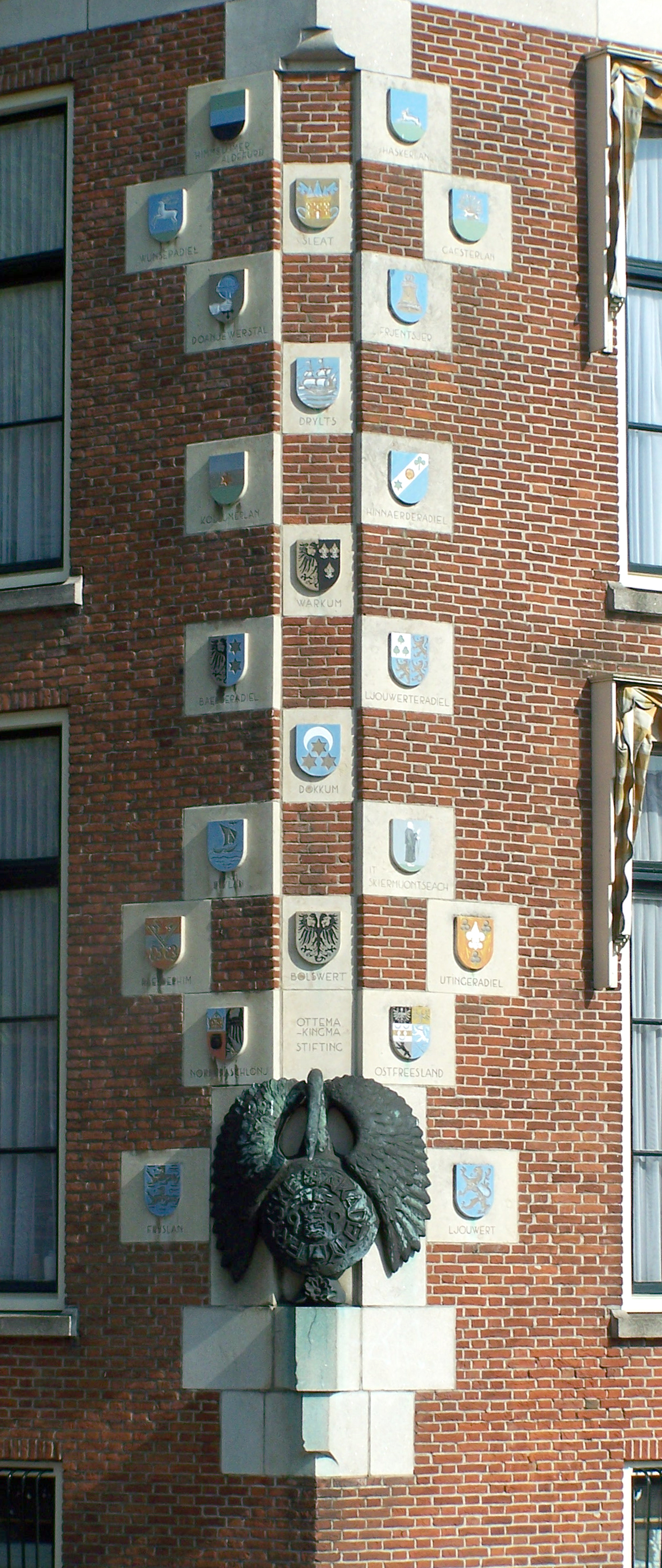
Zwaan met wapenschilden (1970), Leeuwarden

- Amsterdam: De watermerken van de guldenbiljetten (jaren tachtig), gezandstraald glas, 6 glasplaten met doorsnede 1m95, Rekencentrum van De Nederlandsche Bank, Sarphatistraat
- Baflo: Vissen, geglazuurd keramieken reliëf, Christelijke Basisschool
- Bergum:
  - zonder titel, reliëf bloem met vlinders (1967)
  - monument in de Kruiskerk (1967)[4]
  - Eerst luisteren en zien, dan pas spreken (1971), keramieken gevelreliëf aan mavo
- Beilen: Bloemenplukkend meisje (1964)
- Boornbergum: Huis op de rots (1971), geglazuurd keramieken gevelreliëf, Súderom bij PCBO By de Boarne[5]
- Damwoude: Bouw, reliëf in keramiek, Gemeentewerken Dantumadeel
- Dantumadeel: Gemeentewapen, keramieken plaquettes op zuiltjes, op de gemeentegrenzen langs de toegangswegen (1978)
- Donkerbroek: Bloem met bijen, geglazuurd keramieken gevelreliëf, op school
- Garijp: Dorpsmienskip (1982), geglazuurd keramieken plastiek, Greate Buorren[6]
- Giekerk: Opgestapelde Boeken (1981), gevelplastiek in roestvrij staal, Openbare Bibliotheek[7]
- Goutum: Zwaan met spiegelbeeld in water, geglazuurd keramieken gevelreliëf, Master Wiardaskoalle
- Grouw: Vissen, keramieken plastiek, voor OBS De Twa Fisken, Dokter Schoustrastrjitte[8]
- Heerenveen : Twee keramische trollen (1974), Sallandlaan – Montferlandlaan[9]
- Hollum: Levensboom (1961), roestvrij staal, Oranjeweg[10]
- Holwerd: Waling Dijkstra (herplaatst 2000?), bronzen borstbeeld
- Koudum: Het kwaad gegrepen (1959), geglazuurd keramieken gevelreliëf, op politiebureau[11]
- Leeuwarden:
  - Vogel (1964), roestvrij staal met een laag koper, op de fontein op het Europaplein
  - Levensvreugde (1965) Cornelis Trooststraat
  - Spelend hondje (1966), bij 'De Beukeboom' Jelsumerstraat
  - Handen (1970)
  - Herdenkingsmonument Burmaniahuis (1995), roest vrijstaal[12]
  - Politiewapen, roest vrijstaal, Politiebureau
  - Kikker, vrijstaand plastiek, kunststof (polyurethaan met zand), op de plaats van het voormalige zwembad De Kleine Wielen
  - Drie bloemen (1963), gevelplastiek van roodkoper, J. H. Knoopstraat[13]
  - Zwaan met wapenschilden (1959), keramieken reliëf, op gevel Coulonhûs van de Fryske Akademy, hoek Groeneweg / Doelestraat
- Metslawier: Oorlogsmonument (1968), plastiek van keramiek en roodkoper, Tsjerkepaad[14]
- Nieuwehorne: Jongen (1960), sculptuur van brons, Schoterlandseweg bij de OBS De Sevenaer[15]
- Nieuwleusen : Paard (1965), brons, Burgemeester van Sandickstraat bij de OLS Koningin Juliana
- Noordbergum : Letters I.W.G.L. (1958), geschopeerd ijzer, Dokter Ypeijlaan aan het Pompstation Jhr. E.C. Storm van 's Gravesande[16]
- Oosterwolde: Ontkiemend zaad (1973?), geglazuurd keramieken gevelreliëf, Boekhorsterweg aan de OBS Boekhorstschool[17]
- Oudeschoot: Er zij licht en Ik ben het licht, twee glas-in-loodramen van gebrandschilderd glas en doopvont (alle rond 1970), keramiek en roestvrij staal, in Skoattertsjerke.
- Petten: Feniks met zon (1950), gemetseld gevelreliëf, Korfwaterweg 10 (huidige kleurstelling niet van de kunstenaar)
- Sint Nicolaasga: Vingerpoppetjes, geglazuurd keramieken reliëf, in kleuterafdeling basisschool (1976)
- Sneek
  - Beer (1965), vrijstaand keramiek, voormalige R.J. Sipkensschool, Koningin Wilhelminastraat
  - Kloek met kuikens (1965), keramieken gevelreliëf aan de Napjusstraat. Verwijderd bij sloop[18]
  - Gebrandschilderde ramen, entree van sporthal (Herplaatst als losse glazen platen), met opschrift NV Friso Sneek
- Spannenburg: Waterzuivering zeven panelen van glas en roestvrij staal, waterleiding Spannenburg
- Stavoren: Provincie Friesland, geglazuurd keramieken reliëf, 2m80 x 3m, in J.L. Hooglandgemaal
- Wolvega: Kaart en wapen van gemeente Weststellingwerf, gezandstraald glas respectievelijk roestvrij staal en plexiglas, op gemeentehuis
- Woudsend: Seinefiskjen (1992), Roestvrij staal en kunststof, 7m x 2m60, Lynbaen aan de gevel van dorpshuis De Driuwpolle
- Zwaagwesteinde: Aap, vrijstaand keramiek, bij kleuterafdeling van basisschool

Voorts doopvonten in Bozum, Exmorra, Franeker, Kollum, Lutkewierum, Noordwolde, de Bonifatiuskerk (Oldeberkoop), Schraard en Wons, geplaatst in de jaren zestig tot tachtig; gemeentewapens op gemeentehuizen in Birdaard, Mijdrecht, Nijkerk en Noordwijk, meeste geplaatst in de jaren tachtig.